# The Boat e.p.
The Boat e.p. è il secondo EP del gruppo musicale anconetano Yuppie Flu, pubblicato nel 2000.

## Tracce
1. Boat Or Swim – 4:16
2. The Blue Experiment – 6:36
3. Order The Player Off The Field – 3:11
4. A Song's A Song – 4:15
5. Kids Up A House Tree – 3:30